# Mari Jungstedt
Kerstin Mari Jungstedt (31 de outubro de 1962, Estocolmo) é uma escritora de romance policial e jornalista sueca. Só na Suécia ela vendeu mais de cinco milhões de exemplares de seus livros, que foram traduzidos em 17 idiomas.

## Biografia
Trabalhou como jornalista na Rádio Pública Sueca e dez anos na televisão sueca, e apresentou o programa de entrevistas Förkväll na TV4.
Ela mora em Nacka, cidade próxima a Estocolmo. Seu ex-marido é oriundo de Visby, na Ilha de Gotland, localidade onde passavam os verões e onde se desenvolvem seus primeiro livros, protagonizados pelo inspetor Anders Knutas e pelo jornalista Johan Berg. Vários de seus livros foram filmados para a televisão sueca.

### Série do Anders Knutas
- Den du inte ser (2003) em Portugal: Ninguém Viu (Contraponto, 2010)
- I denna stilla natt (2004) em Portugal: Ninguém Quis Saber  (Contraponto, 2012)
- Den inre kretsen (2005)
- Den döende dandyn (2006)
- I denna ljuva sommartid (2007)
- Den mörka ängeln (2008)
- Den dubbla tystnaden (2009)
- Den farliga leken (2010)
- Det fjärde offret (2011)
- Den sista akten (2012)
- Du går inte ensam (2013)
- Den man älskar (2014)
- Det andra ansiktet (2016)
- Ett mörker mitt ibland oss (2018)
- Jag ser dig (2019)
- Där den sista lampan lyser (2021)

### Serie Gran Canaria
- En mörkare himmel (2015) (com Eliassen Ruben)
- Det förlovade landet (2017)

### SérieMalagasviten
- Innan molnen kommer (2020)
- Andra sidan månen (2022)